# ريتشارد جونسون (فارس)
ريتشارد جونسون (بالإنجليزية: Richard Johnson)‏ هو فارس بريطاني، ولد في 21 يوليو 1977 في هيرفورد في المملكة المتحدة.